# Janaina Paschoal
Janaina Conceição Paschoal (São Paulo, 25 de junho de 1974) é uma jurista e política brasileira, filiada ao Progressistas (PP) e atualmente vereadora de São Paulo. Exerceu o mandato de deputada estadual de São Paulo entre 2019 e 2023. É professora da Universidade de São Paulo (USP) e advogada.
Formada pela Faculdade de Direito da Universidade de São Paulo, obteve o grau de doutora em direito penal pela mesma universidade em 2002, orientada por Miguel Reale Júnior, com a tese Constituição, Criminalização e Direito Penal Mínimo. Ingressou como professora da instituição em 2003 a atua na linha de pesquisa do direito penal econômico.
Tornou-se conhecida por ser uma das autoras do pedido de impeachment da presidente Dilma Rousseff, junto com Miguel Reale Júnior e Hélio Bicudo, tendo participado ativamente na tramitação do processo na Câmara dos Deputados e no Senado.
Nas eleições de 2018, foi a deputada estadual mais votada do Brasil, obtendo 2 milhões de votos, sendo a candidata a deputada mais votada da história do país, tanto entre representantes estaduais quanto federais. Nas eleições de 2022, concorreu pelo Partido Renovador Trabalhista Brasileiro (PRTB) a uma vaga no senado pelo estado de São Paulo. Ficou em quarto lugar, não conseguindo se eleger.

## Biografia
Nasceu em 25 de junho de 1974, no bairro Tatuapé em São Paulo, filha de Ricardo José de Gusmão Paschoal e Regina Célia Carvalho Paschoal. Ela possui duas irmãs mais jovens, Luana e Nohara, e um irmão caçula, Jorge, e é casada desde seus 26 anos com o economista Laércio, seu primeiro namorado, que conhecera 11 anos antes.
Começou a trabalhar aos 13 anos, vendendo bijuterias, pão de mel e cestas de café da manhã preparadas pela mãe.
Ingressou na Faculdade de Direito da Universidade de São Paulo em 1992, onde viria a ser diretora do Centro Acadêmico XI de Agosto na gestão Voz e Vez, formando-se em 1996. Durante a graduação, também deu aula de inglês na Fisk.
Foi estagiária e, após a formatura, advogada no escritório de Ricardo Podval (que viria, juntamente com Jorge Paschoal, a atuar na defesa de José Dirceu na Lava Jato), entre 1995 e 2000, e assessora da Secretaria de Segurança Pública do governo Geraldo Alckmin em São Paulo de 2001 a 2002, ano em que concluiu seu doutorado e pediu demissão para acompanhar seu orientador, o então ministro da justiça Miguel Reale Júnior, como assessora no ministério.
Em 2003, tornou-se professora da Universidade de São Paulo, onde leciona Direito Penal. No mesmo ano, fundou, juntamente com as irmãs, escritório de advocacia próprio, o Paschoal Advogados, localizado na região da avenida Paulista e especializado em contravenções tributárias, financeiras ou ambientais.
Em 2015, foi coautora do pedido de impeachment da presidente Dilma Rousseff, acolhido no mesmo ano por Eduardo Cunha e, no ano seguinte, aceito pela Câmara dos Deputados e julgado procedente pelo Senado Federal, que condenou a presidente à perda do cargo.
Em 2018, filiou-se ao Partido Social Liberal (PSL) e foi eleita deputada estadual de São Paulo, tomando posse no dia 15 de março de 2019.
Em 2020, foi diagnosticada com COVID-19 durante a pandemia dessa doença, tendo sido internada durante cinco dias.

## Pedido deimpeachmentde Dilma Rousseff

### Protocolo
Em 1º de setembro de 2015, protocolou com o jurista Hélio Bicudo e o advogado Miguel Reale Júnior na Câmara dos Deputados a petição que iniciou o processo de impeachment contra Dilma Rousseff.

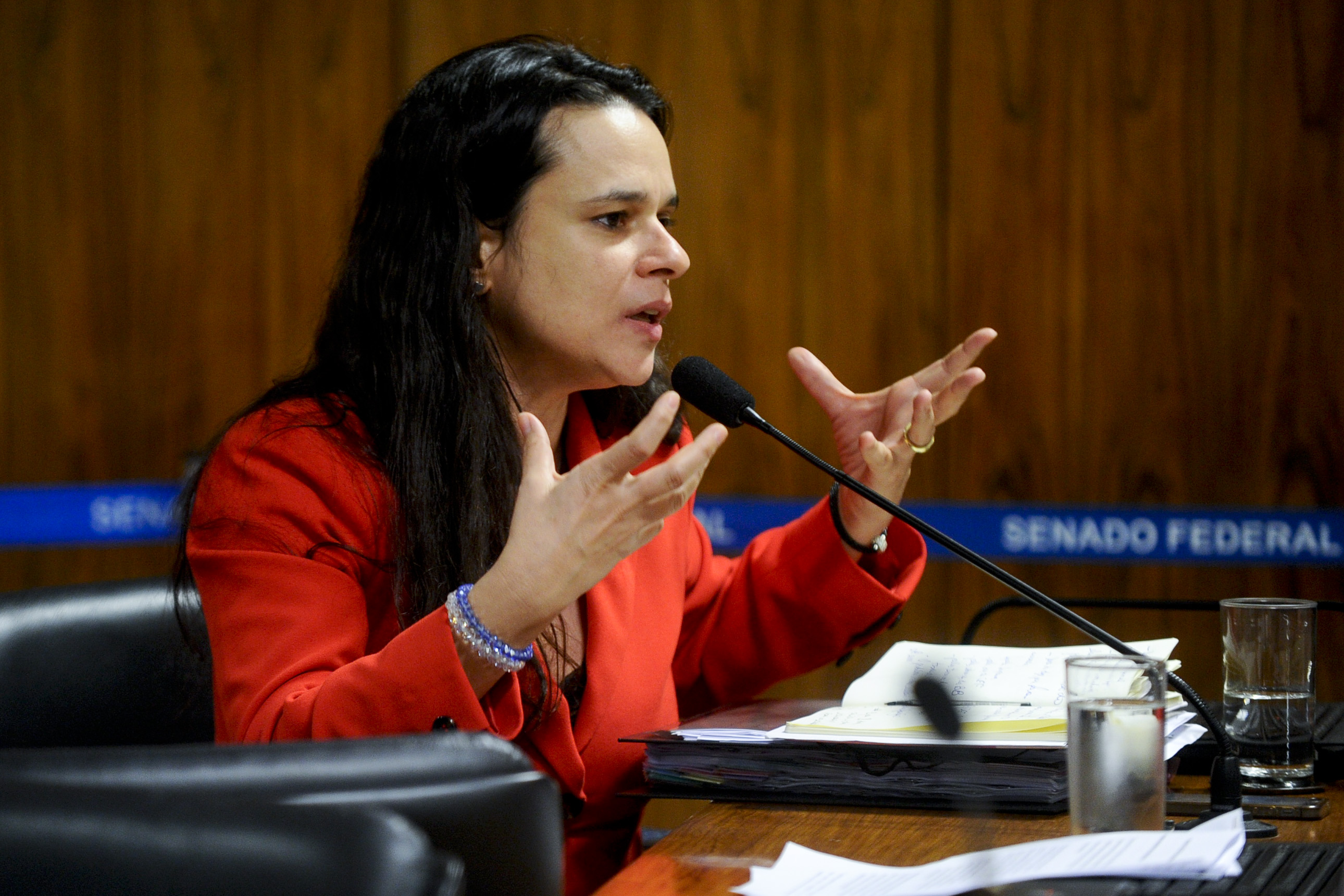
Pronunciamento no Senado Federal, da jurista Janaina Paschoal na Comissão Especial do Impeachment, em 2016.

De acordo com os juristas, Dilma cometeu crimes de responsabilidade previstos na Constituição e na Lei de Responsabilidade Fiscal (LRF) os seguintes crimes:
- Atos contra a probidade na administração;[19]
- Atos contra a lei orçamentária;[19]
- Atos contra o cumprimento das leis e das decisões judiciais;[19]
- Crime contra a guarda e legal emprego dos dinheiros públicos.[19]

Para os autores do pedido de impeachment, a moralidade precisa ser resgatada.

### Contestações
Em 30 de março de 2016, em depoimento para a comissão especial da câmara que analisava o pedido de impeachment, Janaina Paschoal acusou que, por meio do BNDES, o governo enviava dinheiro para países como Angola, Cuba e outros, ao que o banco contestou em nota oficial, afirmando que não envia recursos para fora do país, tampouco possui operações sigilosas, rebatendo a acusação da advogada de que as remessas teriam sido feitas em sigilo.

### Controvérsias

#### Comportamento Combativo
No dia 4 de abril de 2016, durante ato de alunos e ex-alunos na faculdade de Direito da USP, junto aos protocoladores Hélio Bicudo e Miguel Reale Júnior, Janaina Paschoal proferiu discurso exaltado, tendo dito que Deus havia mandado uma legião para cortar as asas de cobras que teriam se perpetuado no poder.
Para Bicudo, colega de Janaina no caso, foi uma "exaltação cívica" de quem tem "temperamento explosivo, mas é lúcida e não entra em canoa furada."
O comportamento, no entanto, foi duramente criticado por algumas personalidades. Vladimir Safatle, filósofo e livre docente da USP, questionou em artigo da Folha de S.Paulo o pedido de impeachment "feito por advogados que não temem em mobilizar discursos 'evangelo-fascistas' por serem construídos a partir de um amálgama de paranoia de perseguição, promessas de redenção religiosa e de aniquilação de inimigos internos comparados a animais nocivos e peçonhentos. Essa retórica é velha conhecida dos momentos sombrios da história." Em seu blog, a filósofa Marcia Tiburi escreveu: "O discurso de Janaina Paschoal não é o de uma louca, mas, sim, de alguém que fala do ponto de vista fascista. O conteúdo de sua fala era um conteúdo de ódio. [...] No espaço político, esse histrionismo tem o propósito claro de mistificação das massas. É a ideia de que o outro se curvará, irá aderir à demonstração de força física."

#### Defesa de Douglas Kirchner
Também em 2016, em um caso que gerou repercussão na imprensa, defendeu na esfera administrativa o então procurador da república Douglas Kirchner, acusado de agressão física e psicológica contra sua esposa, Tamires de Souza Alexandre. Entre os argumentos da defesa, Janaina alegou liberdade religiosa do agressor, pois ele teria cometido os atos sob influência da pastora da igreja a que pertencia e estaria sendo julgado por ter acreditado. O Conselho Nacional do Ministério Público, porém, decidiu pela demissão do procurador.

#### Briga com a Banca da USP
Em outubro de 2017, Paschoal fez uma petição ao diretor da Faculdade de Direito da Universidade de São Paulo, José Rogério Cruz e Tucci, contestando o resultado de um concurso para o cargo de professora titular da faculdade, no qual concorreu com outros três candidatos para o preenchimento de duas vagas e foi reprovada, ficando em último lugar na seleção e com notas bem abaixo dos demais candidatos. Após avaliar o resultado dias depois da homologação, ela apresentou o recurso, em que acusou a comissão do concurso de perseguição pelo fato de ela ter sido uma das autoras do impeachment de Dilma Rousseff, apontou supostas inconsistências no processo de avaliação e pediu a anulação da disputa. Entre as acusações, ela afirmou que o primeiro colocado apresentou um trabalho sem originalidade, o que seria um requisito para a aprovação, e também acusou a banca de ter ignorado boa parte de suas publicações, trabalho de voluntariado e outros itens de seu currículo.

## Carreira política
Janaína atuou como advogada de acusação no processo de impeachment de Dilma Rousseff em 2016, e depois de refletir sobre uma possível atuação na política, tendo recebido convites de diversos partidos, aceitou em 2018 o convite para se filiar ao Partido Social Liberal (PSL), o mesmo de Jair Bolsonaro.
"No último dia do prazo, eu me filiei ao PSL. Muitas pessoas já ligadas à sigla me recomendaram. Com exceção de um ou outro ponto, o estatuto do partido confere com o que eu penso. Não há notícias de escândalos de corrupção envolvendo a sigla, ou seus membros. E não me filiei pensando em sair candidata ao cargo A, ou B. Eu me filiei com o intuito de ter a possibilidade. Se a filiação ocorresse depois do dia 07/04, uma eventual candidatura não seria possível", afirmou.
Inicialmente, as lideranças do partido em São Paulo a convidaram para encabeçar a chapa a governador pelo PSL, o que foi recusado por ela. Janaína também foi convidada para ser candidata à vice-presidência da república na chapa de Bolsonaro, tendo conversado a respeito com o candidato à presidência e com o então presidente do PSL, Gustavo Bebianno. Porém, no dia 4 de agosto de 2018, desistiu por razões familiares, uma vez que a família não poderia acompanhá-la a Brasilia.
No dia 14 de agosto de 2018, anunciou que seria candidata a deputada estadual de São Paulo, apresentando pautas voltadas à educação e à segurança pública. Foi eleita com 2.060.786 votos, 9,88% dos votos válidos, sendo a deputada estadual mais votada pelo estado de São Paulo e a mais votada do Brasil.
Em 2024, foi eleita vereadora na cidade de São Paulo pelo PP, mas em dezembro de 2024, ainda antes de assumir, passou a ser alvo de pedidos de cassação. O PT, o partido Solidariedade e o vereador Paulo Frange (MDB) protocolaram na Justiça Eleitoral ações que acusam o PP de ter utilizado cinco candidatas como laranjas para burlar a regra eleitoral que exige o mínimo de 30% de mulheres nas chapas que disputam a eleição. As ações pedem a cassação dos quatro vereadores eleitos do PP: além de Janaína Paschoal, a lista inclui Major Palumbo, Sargento Nantes e Murillo Lima.

### Posicionamentos
Em junho de 2016, Janaina disse que "político vai pensar mais antes de cometer crime", em referência à Operação Lava Jato. e as 10 Medidas contra corrupção sob justificativa que daria maior poder ao Ministério Público em relação a outras instituições, e que se a lei vigente for seguida é possível punir, usando como exemplo a Operação Lava Jato. Criticou também o projeto de lei do abuso de autoridade, que também está sendo discutido no Congresso. Nas palavras dela, essa lei foi proposta com o objetivo de “constranger quem trabalha na repressão à corrupção”. A advogada também se opôs ao projeto que restringe os julgamentos do Supremo Tribunal Federal (STF) transmitidos ao vivo pela TV Justiça, afirmando que isto é para calar, asfixiar.
Ainda em novembro de 2016, posicionou-se contrariamente à anistia ao Caixa 2. Em 24 de novembro de 2016, publicou em seu Twitter que aprovar a anistia é quebra de decoro. "A cláusula de anistia é um acinte ao que o povo buscou nas ruas" disse Janaina em seu Twitter. Segundo Janaina, "aprovar a anistia é quebra de decoro” dos parlamentares e, mesmo que a proposta venha a ser derrubada pelo STF no futuro, os deputados que vierem a se beneficiar da anistia não poderão ser punidos". "Se acusados tiverem sua punibilidade extinta com base na anistia, posterior decisão do STF não retroage", afirmou a professora.
Em maio de 2017, após o abalo político das delações da JBS, afirmou que o áudio que envolveu o presidente Michel Temer devia ser analisado em conjunto com a delação e que paralelamente a isso deveria ser investigada a compra de dólares pela JBS no dia que precedeu ao escândalo. Janaina disse ainda que Temer deveria renunciar.

## Desempenho eleitoral
| Ano  | Eleição                         | Partido | Candidato a       | Votos     | Posição | %     | Resultado  | Ref    |
| ---- | ------------------------------- | ------- | ----------------- | --------- | ------- | ----- | ---------- | ------ |
| 2018 | Eleições estaduais em São Paulo | PSL     | Deputada Estadual | 2.060.786 | 1°      | 9,88% | Eleita     | [ 45 ] |
| 2022 | Eleições estaduais em São Paulo | PRTB    | Senadora          | 447.550   | 4°      | 2,07% | Não Eleita | [ 46 ] |
| 2024 | Eleição municipal em São Paulo  | PP      | Vereadora         | 48.893    | 24º     | 0,84% | Eleita     | [ 47 ] |

## Publicações

### Livros
- Direito penal: parte geral. Barueri: Manole, 2003.
- Constituição, criminalização e direito penal mínimo. São Paulo: Revista dos Tribunais, 2003.
- Mulher e Direito Penal (organizadora, junto a Miguel Reale Júnior). Rio de Janeiro: Forense, 2007.
- Ingerência Indevida: os crimes comissivos por omissão e o controle pela punição do não fazer. Porto Alegre: Sérgio Antonio Fabris, 2011.
- Homenagem a Miguel Reale Júnior (organizadora, junto a Renato Melo Jorge Silveira). Rio de Janeiro: GZ, 2014.[48]

### Artigos
- Internação como último recurso, Janaina Conceição Paschoal - 17/07/2010
- Acolher Battisti não é escolha jurídica - 13/09/2010
- Em defesa da estudante Mayara - 12/11/10
- Reflexão sobre a legalização do aborto - 04/03/11
- Não há, no mundo, espaço público livre para consumo e venda de drogas - 20/01/2012
- Cuba é uma grande Guantánamo - 14/02/2012
- A Lei da Anistia é válida para crimes cujas vítimas seguem desaparecidas? - 24/03/2012
- Direito penal politicamente correto - 10/06/2012
- TENDÊNCIAS/DEBATES – A lei, para amigos e inimigos - 10/08/2012
- Reforma do Direito Penal: quem ganha? - 31/08/2012
- Tendências/Debates: Não pode ser crime salvar uma vida - 30/12/2012
- Janaina Conceição Paschoal: A eterna ilusão do controle - 06/02/2013
- Há 12 brasileiros sequestrados! - 23/03/2013
- Surrealismo político - 30/05/2013
- Um fato: vários olhares - 21/07/2013
- O STF acertou ao determinar a prisão imediata dos acusados? - 16/11/2013
- Primeiras considerações sobre a última versão do Projeto de Código Penal, apresentada em 10/12/13 - 14/12/2013
- Corrupção Mata! - 26/12/2013
- Janaina Conceição Paschoal: A lei que pode aumentar a corrupção - 04/02/2014
- Análise: ‘Brasil precisa parar de se esconder trás de suposta ausência de legislação - 13/02/2014
- Janaina Conceição Paschoal: Será reserva de mercado? - 25/04/2014
- Os impactos da lei anticorrupção - 01/06/2014
- A doença desta eleição - 25/09/2014
- Quando a regra não é clara - 28/02/2015
- Medida Provisória criminosa - 26/08/2015
- A lei obscura é a pior das normas - 21/09/2015
- Não desistiremos do Brasil - 07/10/2015
- Janaina Conceição Paschoal: República esquizofrênica? - 09/10/2015
- Do vício à virtude - 13/10/2015
- A jurisprudência do mensalão cria precedentes perigosos na segurança processual e nos direitos do acusado? - 27/10/15
- Sólo queremos rescatar la moralidad y la legalidad en Brasil - 15/11/2015
- Blindagem suprema - 23/12/2015
- O Supremo decidiu que o Senado é soberano - 18/04/2016
- Nossa denúncia não pode ser cindida - 23/04/2016
- Breves Apontamentos Relativos ao Instituto do “Plea Bargaining” no Direito Norte-Americano - 17/11/2016
- Droga e Crime: Algumas das diversas interfaces - 19/01/2017
- Impeachment foi início do processo de limpeza necessário para o Brasil - 17/04/2017
- O significado da absolvição no TSE - 17/06/2017